# Líbano nos Jogos Olímpicos de Inverno de 2018
O Líbano participou dos Jogos Olímpicos de Inverno de 2018, realizados na cidade de Pyeongchang, na Coreia do Sul. 
Foi a décima sétima aparição do país em Olimpíadas de Inverno, sendo que participa regularmente desde os Jogos de 2002, em Salt Lake City. Esteve representado por três atletas que competiram em dois esportes.

## Desempenho

### Esqui alpino
Feminino
| Atleta         | Evento | Descida 1 | Descida 2 | Total   | Pos. |
| -------------- | ------ | --------- | --------- | ------- | ---- |
| Natacha Mohbat | Slalom | 1:06.73   | 1:05.31   | 2:12.04 | 52º  |

Masculino
| Atleta       | Evento         | Descida 1 | Descida 2 | Total   | Pos. |
| ------------ | -------------- | --------- | --------- | ------- | ---- |
| Allen Behlok | Slalom         | DNF       | DNF       | DNF     | DNF  |
| Allen Behlok | Slalom gigante | 1:26.70   | 1:25.43   | 2:52.13 | 71º  |

### Esqui cross-country
Masculino
| Atleta     | Evento      | Final   | Final |
| Atleta     | Evento      | Tempo   | Pos.  |
| ---------- | ----------- | ------- | ----- |
| Samer Tawk | 15 km livre | 47:03.4 | 109º  |

Legenda
| Recorde mundial      | Recorde mundial (World record)               |                       | Recorde africano                      | Recorde africano (African) |                                           | Q | Classificado por posição (Qualified) |
| Recorde olímpico     | Recorde olímpico (Olympic record)            | Recorde da América    | Recorde da América (Americas)         | q                          | Classificado por melhor tempo (Qualified) |   |                                      |
| Melhor marca do ano  | Melhor marca do ano (World leading)          | Recorde asiático      | Recorde asiático (Asian)              | DNS                        | Não largou (Did not start)                |   |                                      |
| Recorde nacional     | Recorde nacional (National record)           | Recorde europeu       | Recorde europeu (European)            | DNF                        | Não terminou (Did not finish)             |   |                                      |
| Recorde pessoal      | Recorde pessoal do atleta (Personal best)    | Recorde da Oceania    | Recorde da Oceania (Oceania)          | DSQ / DQ                   | Desclassificado (Disqualified)            |   |                                      |
| Recorde da temporada | Recorde da temporada do atleta (Season best) | Recorde sul-americano | Recorde sul-americano (South America) | NM                         | Sem marca (No mark)                       |   |                                      |